# Насі (1945)
«Насі» (Nashi, яп. 梨) — ескортний міноносець Імперського флоту Японії, який взяв участь у Другій світовій війні.

## Історія створення
Корабель, який став двадцять восьмим серед завершених ескортних міноносців типу «Мацу» (та десятим серед таких кораблів підтипу «Татібана»), заклали 1 вересня 1944 року на верфі «Кавасакі» в Кобе. Спущений на воду 17 січня 1945 року, став до ладу 15 березня того ж року.

## Історія служби
За весь час після завершення та до закінчення війни «Насі» не полишав вод Японського архіпелагу, при цьому з 20 травня 1945-го його включили до 52-ї дивізії ескадрених міноносців.
28 липня 1945-го під час масштабних авіаударів по Куре «Насі» зазнав прямого влучання бомбою, ще кілька вибухнули поряд. Корабель затонув, загинуло 38 членів екіпажу.
У 1950-х роках виник план підняти і вивести колишній ескортний есмінець у море, де затопити для створення риболовного рифу. Втім, після обстеження виявилось, що попри майже десятирічне перебування у воді корпус і механізми в гарному стані, тому корабель у 1956-му викупило міністерство оборони. У 1958-му після ремонту та модернізації його знову взяли на службу як ескортний есмінець «Вакаба» (Wakaba, DE-261). Таким чином, колишній «Насі» став єдиним великим кораблем Імперського флоту, який далі служив у Морських силах самооборони Японії. «Вакаба» отримав озброєння американського зразка, яке включало спарену 76-мм артилерійську установку, двотрубний 533-мм торпедний апарат та бомбомет Хеджхог. З 1968-го корабель використовували для випробувань нового озброєння (гідролокатор, торпеди). 31 березня 1971-го «Вакаба» вивели зі складу ВМФ та здали на злам.